# Fleuth (Stolberg)
Fleuth is een plaats in de Duitse gemeente Stolberg (Rheinland), deelstaat Noordrijn-Westfalen.